# Трехполосая лунка
Трехполосая лунка (лат. Theodoxus transversalis) — пресноводный брюхоногий моллюск отряда Neritoida семейства нерит.

## Распространение
Распространение данного вида по Дунаю:
- Австрия
- Болгария
- Венгрия
- Германия — только в Баварии на грани исчезновения[4]
- Словакия — вымерший
- Молдова
- Румыния
- Сербия и Черногория
- Украина
- Хорватия